# Distretto di Mariscal Benavides
Il distretto di Mariscal Benavides è un distretto del Perù nella provincia di Rodríguez de Mendoza (regione di Amazonas) con 1.496 abitanti al censimento 2007 dei quali 928 urbani e 568 rurali.
È stato istituito il 2 febbraio 1956.